# 克里扎尼夫卡 (希里亞葉韋區)
47°14′13″N 30°26′27″E / 47.23694°N 30.44083°E
克里扎尼夫卡（烏克蘭語：Крижанівка）是位於烏克蘭西南部的村莊，由敖德萨州贝雷济夫卡区的科諾普利亞內市鎮負責管轄。該村始建於1897年，面積0.33平方公里，海拔高度136米，2001年人口165，人口密度每平方公里500人。